# Maigret und die Schleuse Nr. 1
Maigret und die Schleuse Nr. 1 (französisch: L’Écluse N° 1) ist ein Kriminalroman des belgischen Schriftstellers Georges Simenon. Er ist der 18. Roman einer Reihe von insgesamt 75 Romanen und 28 Erzählungen um den Kriminalkommissar Maigret. Der Roman entstand im April 1933 in Marsilly und wurde im Juni desselben Jahres vom Verlag Fayard veröffentlicht. Zuvor war er in 25 Folgen vom 23. Mai bis 16. Juni 1933 in der Tageszeitung Paris-Soir vorabveröffentlicht worden. Die erste deutsche Übersetzung von Hansjürgen Wille und Barbara Klau erschien 1960 bei Kiepenheuer & Witsch unter dem Titel Maigret in Nöten. 1987 veröffentlichte der Diogenes Verlag eine Neuübersetzung von Markus Jakob. Die von Mirjam Madlung bearbeitete Übersetzung von Wille und Klau erschien 2020 im Kampa Verlag unter dem geänderten Titel Maigret und die Schleuse Nr. 1.
Es ist Maigrets letzter Fall im Dienst: Der Kommissar steht wenige Tage vor seinem vorgezogenen Ruhestand, als er einen Anschlag auf einen Reeder aufklären soll. Dieser wurde durch ein Messer verletzt und in den Kanal geworfen, aber rechtzeitig gerettet. Nun setzt er eine Belohnung auf die Ergreifung des Täters aus und macht dem Kommissar ein Angebot, in seine Dienste zu treten. Die starke Persönlichkeit des Reeders beeindruckt sogar Maigret, doch mit seiner groben Art macht er sich nicht nur Freunde. Bald schon wird ein Toter aufgefunden, und Maigret ermittelt im Milieu der Binnenschiffer rund um die „Schleuse Nr. 1“.

## Inhalt

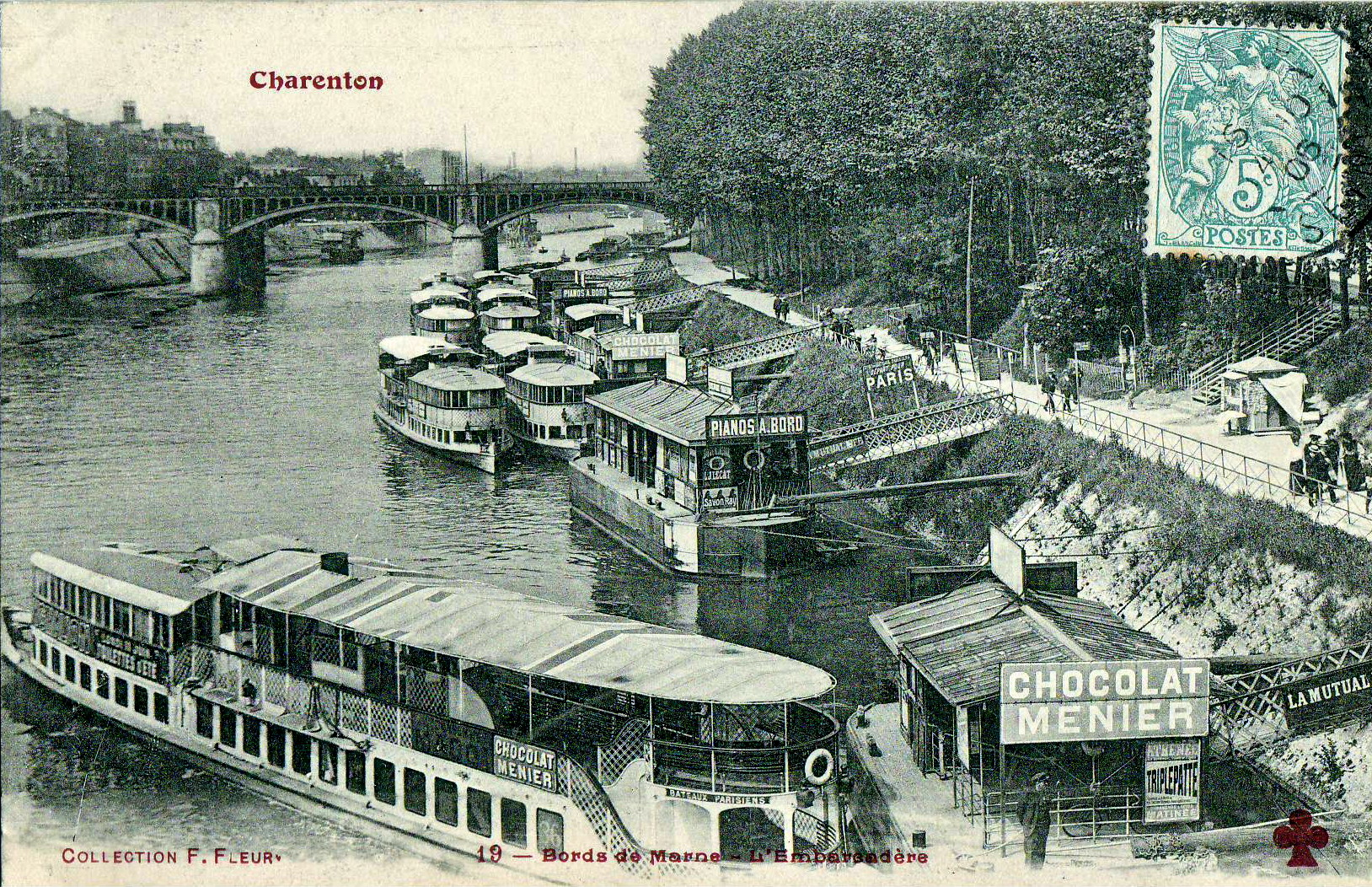
Anlegestelle an der Marne in Charenton-le-Pont auf einer Postkarte von 1906

Ein Aprilabend in Charenton-le-Pont bei der Schleuse Nr. 1: Der betrunkene Schiffer Gassin fällt bei der Heimkehr auf seinen Schleppkahn, die Péniche La Toison d’Or, in den Kanal. Als er an Land gezogen wird, entdeckt man einen zweiten Mann, der reglos im Wasser treibt, doch noch lebend geborgen werden kann. Es handelt sich um den Reeder Émile Ducrau, der die Schleuse und einen Großteil der Binnenschifffahrt Richtung Belgien beherrscht und für den die meisten Menschen in der Gegend arbeiten. Ducrau wurde nach einem Messerstich in den Rücken ins Wasser geworfen. Nun setzt er eine Belohnung von 20.000 Francs auf die Ergreifung des Täters aus.
Maigret, obwohl noch deutlich vor der Altersgrenze, hat erst kürzlich ein Gesuch zur Versetzung in den Ruhestand eingereicht und ist nur noch wenige Tage als Kriminalkommissar im Amt. Während seine Frau bereits den Umzug nach Meung-sur-Loire vorbereitet, stellt der Kommissar erfreut fest, dass Ducrau eine Persönlichkeit ist, mit der zu beschäftigen sich lohnt. Der Reeder ist ein breiter, kräftiger Mann aus einfachen Verhältnissen, der trotz beruflichen Aufstiegs noch immer seine ungehobelte Art beibehalten hat. Gegenüber seinem dominierenden Wesen wirken seine Mitarbeiter und Familienmitglieder – die verhärmte Frau Jeanne, der schwächliche Sohn Jean, die geldgierige Tochter Berthe und ihr Ehemann, der spießige Offizier Decharme – allesamt wie Idioten, und Ducrau scheut sich nicht, sie in aller Öffentlichkeit so zu bezeichnen. Im Haus, ein Stock über der Wohnung der Familie, wohnt seine Geliebte Rose, ein ehemaliges Animiermädchen. Und Maigret erkennt auf den ersten Blick, dass Ducrau auch mit seinem Dienstmädchen Mathilde schläft. Maigret ist der Einzige, der dem Einfluss des charismatischen Reeders widersteht, und lehnt ab, als dieser ihn nach der Pensionierung in seine Dienste nehmen will.
Während Ducrau schon Tage nach dem Anschlag wieder mit dem üblichen Elan seine Geschäfte führt, kommt der Schiffer Gassin nicht so leicht wieder auf die Beine. Er zieht von einer Kneipe zur anderen und steht derart unter Alkoholeinfluss, dass sich jede Befragung durch den Kommissar erübrigt. Dafür lernt Maigret Gassins zurückgebliebene Tochter Aline kennen, eine junge Frau, die auf der Entwicklungsstufe einer Zwölfjährigen stehengeblieben ist, obgleich sie Mutter des Kindes eines unbekannten Vaters ist. In besonderem Maße ängstigt sich das scheue Mädchen vor dem groben Ducrau, der ihr wie jedem anderen weiblichen Wesen nachzustellen scheint. Kurz nacheinander kommt es zu zwei weiteren Todesfällen: Jean Ducrau erhängt sich und bezichtigt sich in seinem Abschiedsbrief des Angriffs auf seinen Vater, woraufhin der Hilfsschleusenwärter Bébert ebenfalls aufgeknüpft vorgefunden wird. Auch Gassin wird auffällig, als er sich einen Revolver besorgt und einen Abschiedsbrief an seine Schwester verfasst.
Gassin verfolgt Ducrau bis in sein Landhaus in Samois-sur-Seine, wo sich die Familie des Reeders zum Abendessen versammelt, während sich der Schiffer im Garten herumdrückt. In letzter Minute vereitelt Maigret Gassins geplanten Anschlag mit einer Dynamitpatrone. Als daraufhin Ducrau endlich den Schleier über den Geschehnissen lüftet, tut er es nicht in Form eines reuigen Geständnisses, sondern im Bemühen, die Anwesenden durch seine Offenbarungen weitestmöglich zu brüskieren. Ducrau und Gassin waren einst alte Freunde, ohne dass dies Ducrau daran gehindert hätte, mit Gassins Frau zu schlafen. Aline ist in Wahrheit die Tochter des Reeders, und aus der Ferne nahm er regen Anteil an ihrer Entwicklung. Als er eines Abends auf Gassins Kahn den Hilfsschleusenwärter Bébert dabei ertappte, wie er der entkleideten Aline hinterherspionierte, stellte er diesen. Es kam zu einem Handgemenge, bei dem Bébert Ducrau mit einem Messer attackierte und anschließend in den Kanal warf. Sein Sohn Jean, den seit seiner Jugend eine platonische Freundschaft mit Aline verband, nahm an, das Mädchen habe sich mit der Tat gegen die Nachstellungen seines Vaters zu wehren versucht. Ohnehin seines Lebens im Schatten des dominanten Vaters überdrüssig, brachte er sich um und nahm den Angriff auf sich, um Aline zu schützen. Daraufhin zog Ducrau den eigentlichen Täter Bébert zur Verantwortung und brachte ihn um. In der folgenden Nacht kommt es zu einem weiteren Todesfall, als sich Gassin, der den Seitensprung seiner Frau nicht verwinden kann, im Landhaus seines ehemaligen Freundes erhängt. Am Morgen führt Maigret Ducrau zum Justizpalast ab, wo eine Anklage wegen Mordes auf ihn wartet. Während die Kähne wie eh und je die Seine befahren, tun sie dies nun nicht länger unter Ducraus Kommando.

## Interpretation

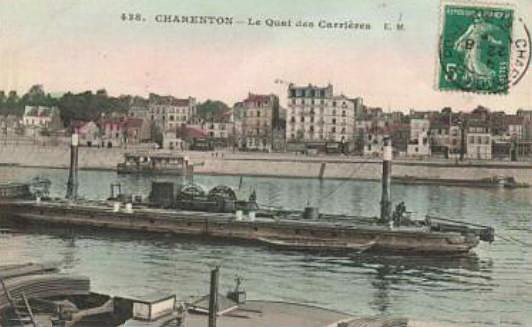
Der Quai des Carrières in Charenton-le-Pont auf einer Postkarte von 1908

Der Roman Maigret und die Schleuse Nr. 1 spielt zwar in der Nähe von Paris, doch die Schleuse und ihre Umgebung bilden eine eigene Welt für sich: „Autos, Laster, Straßenbahnen fuhren vorbei, aber Maigret hatte nun begriffen, dass das alles hier nichts zu bedeuten hatte. […] Paris fuhr hier vorbei in Richtung Marne-Ufer, aber das war nichts als ein Gedröhn, denn was hier wirklich zählte, das war die Schleuse, […] das waren die Schiffe und Kähne, die beiden Schifferspelunken und vor allem das hohe Haus“ der Ducraus. Zur Konstante im Roman wird die Seine, an der sich alle wichtigen Ereignisse abspielen. Dabei spiegeln sich die Begebenheiten in den Häusern auf dem Fluss, etwa wenn Maigret die Bedeutung Ducraus zum ersten Mal aus den zahlreichen Kähnen auf dem Fluss ableitet, die den blauen Wimpel des Reeders tragen. Laut Bernard Alavoine sind die Beschreibungen der Anlagen von Ducraus Unternehmen in einem für Simenon seltenen Stil gehalten, der an Zola oder Balzac erinnert.
Stanley G. Eskin beschrieb, dass Maigret es im Roman mit einem Gegner zu tun bekomme, der dem Kommissar wie auch seinem Autor Simenon ähnele. Er sei eine „attraktive, ‚starke‘ Figur“, sachlich, kraftvoll und offen, die aus ihrer Umgebung heraussteche. Der Einklang Maigrets und Ducraus zeigt sich direkt zu Beginn, als sie nicht umhinkönnen, einander breit anzulachen: „Seine Augen lachten, und ohne es zu wollen, schnitt er ein komisches Gesicht; zwischen den beiden Männern, so schien es, war die Wahrheit von vornherein eingestanden.“ Wie häufig in der Maigret-Reihe spricht der intelligente Gegenspieler Maigrets einige der Grundlagen des Simenonschen Menschenbildes aus. Hier ist es der existenzialistische Lebensüberdruss des Reeders: „Ich hab mich überall herumgetrieben, bis es mir vor mir selbst grauste. Haben Sie den nie, diesen Ekel vor sich selbst?“ Am Ende des Romans stehen sich Kommissar und Verbrecher nicht als Kontrahenten gegenüber, sondern beinahe als Partner. So ist Ducrau nach seinem Geständnis, als ihn der Kommissar zum Polizeihauptquartier begleitet, fröhlich und erleichtert. Beinahe überschwänglich fasst er den Kommissar am Arm wie einen guten Freund.

## Hintergrund
Der Vertrag Simenons mit dem Pariser Verlag Fayard über die Maigret-Serie umfasste insgesamt achtzehn Romane. So plante Simenon L’Écluse N° 1 als letzten Maigret-Roman, in dem er folgerichtig seinen Kommissar in Pension schickte. Simenon, der die Maigret-Reihe stets als „halbliterarische Romane“ bezeichnete, wollte sich literarisch weiterentwickeln und psychologische Romane schreiben. Sein Verleger Arthème Fayard zeigte sich hingegen wenig begeistert von Simenons Absicht, die erfolgreiche Serie auslaufen zu lassen. Am Ende lautete der Kompromiss, dass Simenon einen neunzehnten Roman mit seinem berühmt gewordenen Kriminalkommissar folgen ließ, der die Reihe endgültig abrunden sollte. Noch im Juni 1933 entstand der Roman Maigret (deutsch: Maigret und sein Neffe), der im Folgejahr veröffentlicht wurde, und in dem der Kommissar im Ruhestand noch einmal in die Ermittlungen eingreift. Erst vier Jahre später erschienen neue Maigret-Erzählungen in Zeitschriften, auf den nächsten Maigret-Roman mussten die Leser bis 1942 warten.
Simenon ist bekannt dafür, seine Romane an Orten anzusiedeln, die ihm aus eigener Anschauung vertraut waren. Auch den Schauplatz des Romans Maigret und die Schleuse Nr. 1, den Ort Charenton und die Schleuse Nr. 1, hatte der junge Simenon bereits in den ersten Monaten des Jahres 1923 nach seiner Übersiedlung nach Paris auf Fußwanderungen durch die französische Metropole kennengelernt. Ungenauigkeiten gibt es hingegen beim Wohnort Maigrets, der in der Erstausgabe von L’Écluse N° 1 mal an der bekannten Adresse am Boulevard Richard-Lenoir, mal am Boulevard Edgar-Quinet verortet wird. Eine solche Verwechslung von Daten ist für Simenons hastigen und nachträglich kaum revidierten Schreibprozess nicht ungewöhnlich und findet sich innerhalb der Serie immer wieder. Bei späteren Ausgaben wurden die differierenden Angaben fälschlicherweise zum Boulevard Edgar-Quinet standardisiert. Erst die Werkausgabe Tout Simenon von 1988 bis 1993 des Verlags Presses de la Cité versetzte den Kommissar wieder an den gewohnten Boulevard Richard-Lenoir.

## Rezeption
The New York Times Book Review bezeichnete 1942 den englischen Titel des Sammelbandes Maigret Sits It Out, der neben Maigret und die Schleuse Nr. 1 auch den folgenden Roman Maigret und sein Neffe enthielt, als ungewöhnlich treffend. Es sei „erstaunlich, wieviel Informationen Maigret beim bloßen Sitzen, Schauen und Zuhören aufzunehmen imstande ist.“ Am Ende löse Maigret „den Fall zur Zufriedenheit aller Beteiligten, inklusive des Mörders.“ Für Tilman Spreckelsen ermittelt Maigret, indem er „die Launen, die Wutausbrüchen und Unverschämtheiten des Reichen interessiert studiert, ohne den ewig betrunkenen Armen aus den Augen zu lassen. Ungeschoren kommt keiner davon. Außer Maigret.“
Brian Jones war bereits von den ersten Zeilen des Romans so bezaubert, dass er ihn nicht eher aus der Hand legen konnte, bis er ihn zu Ende gelesen hatte. Laut seiner Aussage sei L’Écluse N° 1 jener Roman gewesen, der Ernest Hemingway zum Simenon-Fan gemacht habe. In seinen Erinnerungen Paris – Ein Fest fürs Leben war sich Hemingway nicht sicher, ob dieser oder La Maison du Canal sein erster Simenon-Roman gewesen sei, er nahm jedoch an, sie hätten Gertrude Stein gefallen können.
Die Romanvorlage wurde viermal innerhalb von TV-Serien verfilmt. 1961 verkörperte Rupert Davies den Kommissar in Maigret, 1968 Gino Cervi in Le inchieste del commissario Maigret, 1970 Jean Richard in Les Enquêtes du commissaire Maigret und 1994 Bruno Cremer in Maigret.

## Ausgaben
- Georges Simenon: L’Écluse N° 1. Fayard, Paris 1933 (Erstausgabe).
- Georges Simenon: Maigret in Nöten. Übersetzung Hansjürgen Wille, Barbara Klau. Kiepenheuer & Witsch, Köln 1960.
- Georges Simenon: Maigret in Nöten. Übersetzung Hansjürgen Wille, Barbara Klau. Heyne, München 1966.
- Georges Simenon: Maigret in Nöten. Übersetzung Markus Jakob. Diogenes, Zürich 1987, ISBN 3-257-21522-3.
- Georges Simenon: Maigret in Nöten. (= Sämtliche Maigret-Romane in 75 Bänden. Band 18). Übersetzung Markus Jakob. Diogenes, Zürich 2008, ISBN 978-3-257-23818-1.
- Georges Simenon: Maigret und die Schleuse Nr. 1. Übersetzung Hansjürgen Wille, Barbara Klau und Mirjam Madlung. Kampa, Zürich 2020, ISBN 978-3-311-13018-5.